# Gentiana woodii
Gentiana woodii és una espècie de planta fanerògama que pertany a la família de les gencianàcies (Gentianaceae).

## Descripció
Gentiana woodii és una petita herba i es distingeix de G. sedifolia i de G. sirensis per les fulles més distanciades cap amunt i amb els marges visiblement blancs, i de G. microphylla per l'hàbit monocàrpic i les fulles més estretes.
Les seves flors són vistoses. La seva corol·la és blanca i conté 10 pètals. Té 5 estams i 1 pistil que està al mig del tub floral que té un color groguenc.

## Distribució i hàbitat
Gentiana woodii és nativa dels Andes bolivians, on ha estat registrada als departaments de Cochabamba i La Paz en altituds entre 3.093 a 3.350 m. També està present a la regió del bosc muntanyenc ennuvolat. L'extensió de presència s'estima en 20.113 km2, però és probable que estigui més àmpliament distribuïda entre els llocs de recol·lecció coneguts.
Aquesta espècie va ser registrada creixent en vessants molt humits en regions amb pluges freqüents i constantment cobertes per núvols. També es van recol·lectar individus que creixien en matolls de barrancs i plantacions de pins.

## Amenaces
En parts de la seva distribució hi ha pèrdua i degradació de l'hàbitat degut a activitats agrícoles i ramaderes. Per tant, la tendència poblacional se presumeix que està en reducció.

## Taxonomia
Gentiana acaulis va ser descrita per James Scott Pringle i publicat a Novon 24(4): 389–394, f. 1, a l'any 2016.
Etimologia
Gentiana: Segons Plini el Vell i Dioscòrides Pedaci, el seu nom deriva del de Genci, rei de Il·líria en el segle ii, a qui s'atribuïa el descobriment del valor curatiu de la Gentiana lutea.
woodii: epítet en honor al botànic anglès John Wood qui va col·leccionar el material tipus.